# Tempti-Agun
Tempti-Agun war ein elamitischer Herrscher, von dem nur wenig Sicheres überliefert ist. Er trug den Titel sukkalmah und regierte wahrscheinlich um 1700 v. Chr. Er bezeichnete sich als Sohn der Welkiša und als Schwestersohn des Širuktuh. Als weiteren Herrschertitel führte er die Bezeichnung sukkal von Susa.
Von Tempti-Agun gibt es eine Bauinschrift aus Susa, die besagt, dass dieser Herrscher einen Tempel zu Ehren von Išmekarab, dem Herrscher Kutir-Nahhunte I., Lila-irtaš und Temti-hiša-haneš erbaut hatte.
Siehe auch: Liste der Könige von Elam